# Putanges-Pont-Écrepin
Putanges-Pont-Écrepin és un municipi francès situat al departament de l'Orne i a la regió de Normandia. L'any 2007 tenia 1.028 habitants.

## Demografia

### Població
El 2007 la població de fet de Putanges-Pont-Écrepin era de 1.028 persones. Hi havia 451 famílies de les quals 157 eren unipersonals (52 homes vivint sols i 105 dones vivint soles), 137 parelles sense fills, 121 parelles amb fills i 36 famílies monoparentals amb fills.
La població ha evolucionat segons el següent gràfic:
Habitants censats

### Habitatges
El 2007 hi havia 540 habitatges, 454 eren l'habitatge principal de la família, 48 eren segones residències i 38 estaven desocupats. 438 eren cases i 100 eren apartaments. Dels 454 habitatges principals, 249 estaven ocupats pels seus propietaris, 187 estaven llogats i ocupats pels llogaters i 18 estaven cedits a títol gratuït; 7 tenien una cambra, 48 en tenien dues, 99 en tenien tres, 121 en tenien quatre i 179 en tenien cinc o més. 255 habitatges disposaven pel capbaix d'una plaça de pàrquing. A 250 habitatges hi havia un automòbil i a 125 n'hi havia dos o més.

### Piràmide de població
La piràmide de població per edats i sexe el 2009 era:
| Homes | Edats   | Dones |
| ----- | ------- | ----- |
| 0     | 95 o +  | 4     |
| 0     | 90 a 94 | 4     |
| 8     | 85 a 89 | 0     |
| 4     | 80 a 84 | 16    |
| 32    | 75 a 79 | 36    |
| 28    | 70 a 74 | 20    |
| 24    | 65 a 69 | 28    |
| 12    | 60 a 64 | 36    |
| 28    | 55 a 59 | 28    |
| 28    | 50 a 54 | 32    |
| 48    | 45 a 49 | 24    |
| 40    | 40 a 44 | 32    |
| 24    | 35 a 39 | 36    |
| 16    | 30 a 34 | 24    |
| 24    | 25 a 29 | 36    |
| 20    | 20 a 24 | 20    |
| 24    | 15 a 19 | 40    |
| 28    | 10 a 14 | 24    |
| 52    | 5 a 9   | 52    |
| 16    | 0 a 4   | 24    |

## Economia
El 2007 la població en edat de treballar era de 602 persones, 441 eren actives i 161 eren inactives. De les 441 persones actives 384 estaven ocupades (209 homes i 175 dones) i 56 estaven aturades (31 homes i 25 dones). De les 161 persones inactives 54 estaven jubilades, 58 estaven estudiant i 49 estaven classificades com a «altres inactius».

### Ingressos
El 2009 a Putanges-Pont-Écrepin hi havia 431 unitats fiscals que integraven 946 persones, la mediana anual d'ingressos fiscals per persona era de 15.781 €.

### Activitats econòmiques
Dels 57 establiments que hi havia el 2007, 2 eren d'empreses alimentàries, 1 d'una empresa de fabricació d'elements pel transport, 11 d'empreses de construcció, 12 d'empreses de comerç i reparació d'automòbils, 5 d'empreses de transport, 4 d'empreses d'hostatgeria i restauració, 4 d'empreses financeres, 2 d'empreses immobiliàries, 5 d'empreses de serveis, 9 d'entitats de l'administració pública i 2 d'empreses classificades com a «altres activitats de serveis».
Dels 27 establiments de servei als particulars que hi havia el 2009, 1 era una oficina d'administració d'Hisenda pública, 1 gendarmeria, 1 oficina de correu, 4 oficines bancàries, 1 taller de reparació d'automòbils i de material agrícola, 2 autoescoles, 1 guixaire pintor, 3 fusteries, 3 lampisteries, 3 electricistes, 1 empresa de construcció, 2 perruqueries, 1 veterinari, 2 restaurants i 1 agència immobiliària.
Dels 7 establiments comercials que hi havia el 2009, 1 era un hipermercat, 1 una botiga de més de 120 m², 1 una botiga de menys de 120 m², 1 una fleca, 1 una botiga de mobles, 1 una botiga de material de revestiment de parets i terra i 1 una joieria.
L'any 2000 a Putanges-Pont-Écrepin hi havia 8 explotacions agrícoles.

## Equipaments sanitaris i escolars
El 2009 hi havia 1 centre de salut i 1 farmàcia.
El 2009 hi havia 2 escoles elementals. Putanges-Pont-Écrepin disposava d'un col·legi d'educació secundària amb 177 alumnes.

## Poblacions més properes
El següent diagrama mostra les poblacions més properes.